# Gmina Kladovo
Gmina Kladovo (serb. Opština Kladovo / Општина Кладово) – gmina w Serbii, w okręgu borskim. W 2018 roku liczyła 18 643 mieszkańców.